# Nesvici, Luțk
Nesvici (în ucraineană Несвіч) este o comună în raionul Luțk, regiunea Volînia, Ucraina, formată numai din satul de reședință.

## Demografie
Componența lingvistică a satului Nesvici
     Ucraineană (99,38%)
     Alte limbi (0,62%)
Conform recensământului din 2001, majoritatea populației satului Nesvici era vorbitoare de ucraineană (99,38%), existând în minoritate și vorbitori de alte limbi.